# Новые Погребы
Но́вые Погре́бы (Новая Погребя, Похребя-Ноуэ; рум. и молд. Pohrebea Nouă, Похребя-Ноуэ) — село в Дубоссарском районе непризнанной Приднестровской Молдавской Республики. Вместе с сёлами Новокомиссаровка, Боска и Новая Кошница входит в состав Новокомиссаровского сельсовета.